# Tampão (artilharia)

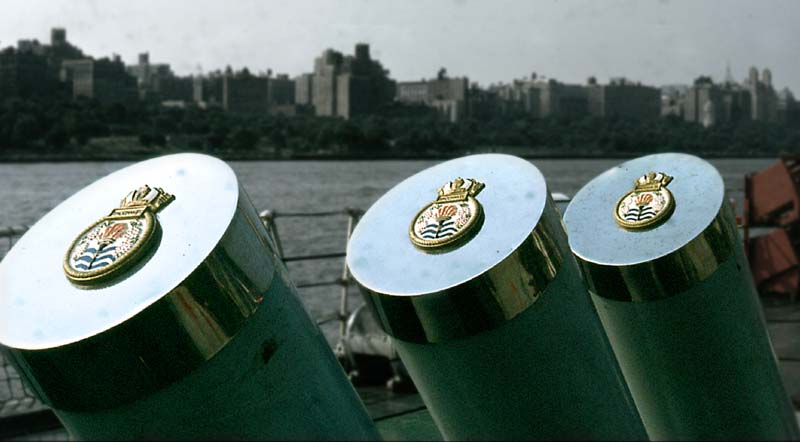
Tampões em canhões navais

Um tampão no contexto da artilharia é um tampão de madeira,  metal, lona, borracha ou plástico, para o cano de uma arma ou de um morteiro. Tampões podem ser encontrados tanto na artilharia terrestre como em armas navais. Tampões navais se desenvolveram em obras de arte.
Embora os canhões dos navios da linha foram protegidos enquanto eles estavam retraídos dentro dos navios, muitos navios pequenos tinham suas armas expostas, o  que exigia um tampão para proteger o interior dos barris. Para combater a ferrugem quando os navios não estavam em ação os barris foram selado. Uma quantidade de azeite e uma rodada de tiro eram deixados no interior do cilindro; Com a arma colocada horizontalmente, o tiro iria rolar para cima e para baixo do cilindro enquanto o navio passava por cada onda, efetivamente lubrificando a arma simplesmente pelo movimento do navio.
Mais tarde, a invenção das torres com os canhões fez com que todas as armas estivessem constantemente expostas à água. Por isso, quando não estavam em uso, armas navais estavam protegidos pela madeira, e, mais tarde,tampões de borracha. Eles também foram usados para proteger o barril, sempre que as armas eram colocadas no armazenamento, por exemplo, no porão, onde a umidade pode causar corrosão, e vedados com massa de vidraceiro.
Normalmente, os tampões de borracha e o plástico podem ser baleados em caso de emergência. Tampões de plástico são normalmente projetados para serem expelidos por acumulação de pressão no cilindro quando o primeiro tiro é acionado.
Ao longo do tempo, tampões eram feitos em alto relevo ou gravado com os brasões da unidade, se tornando itens de colecionador. Hoje em dia, até mesmo navios de guerra que normalmente não carregam armas pesadas, tais como submarinos, têm os seus próprios emblemas na forma de um tampão.

## Imagens

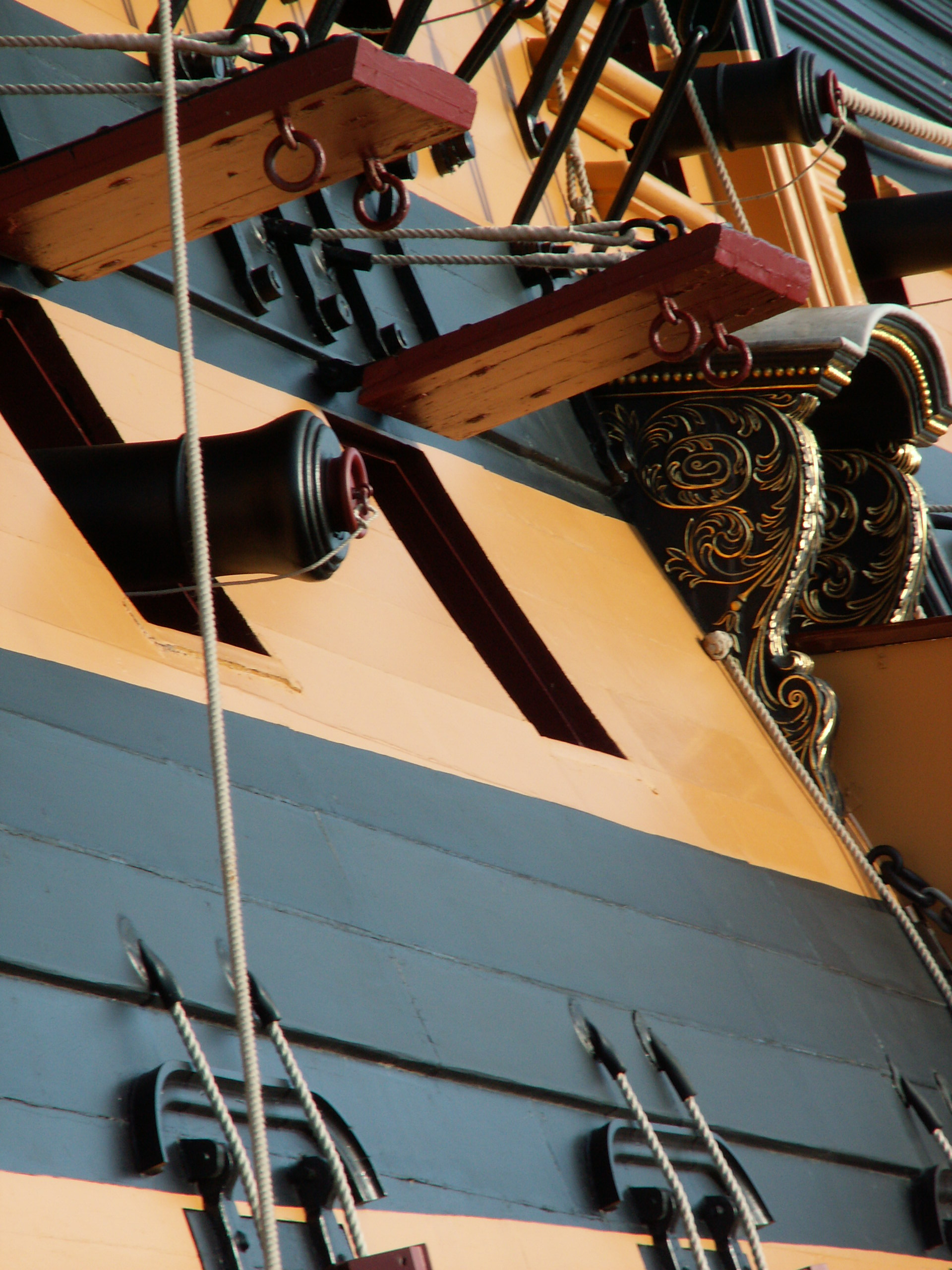
HMS Victory
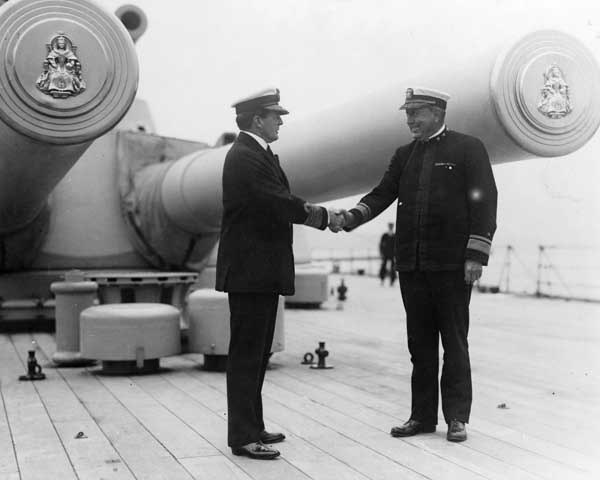
HMS Queen Elizabeth em 1917
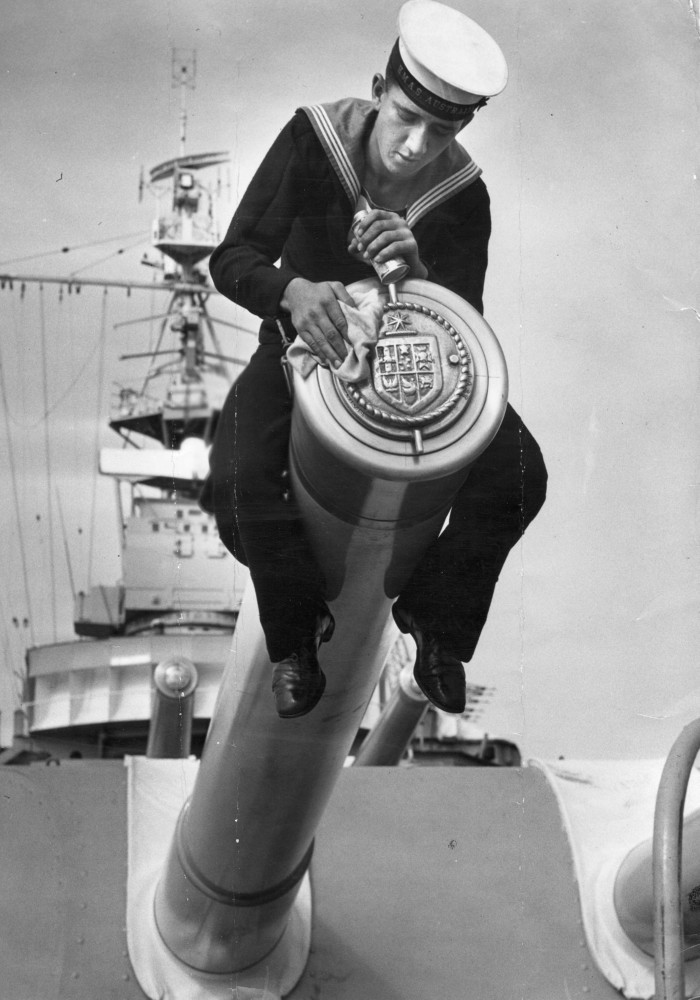
HMAS Australia no início da década de 1950.
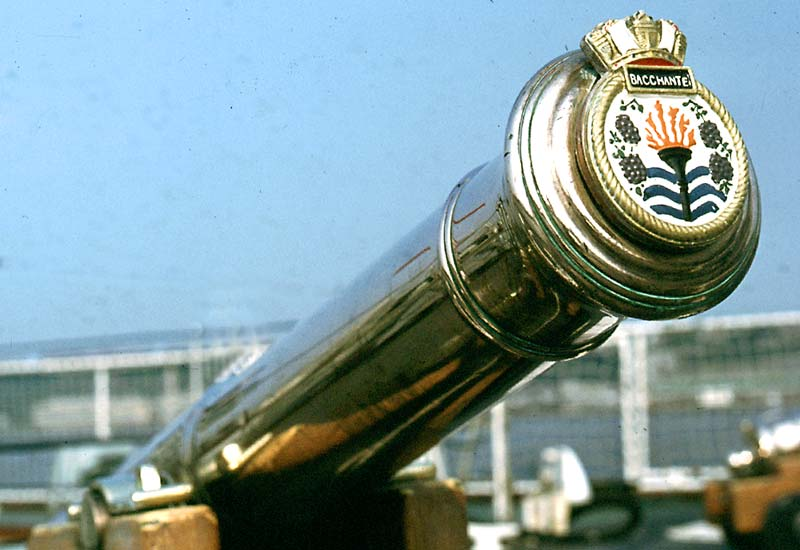
HMS Bacchante em 1976
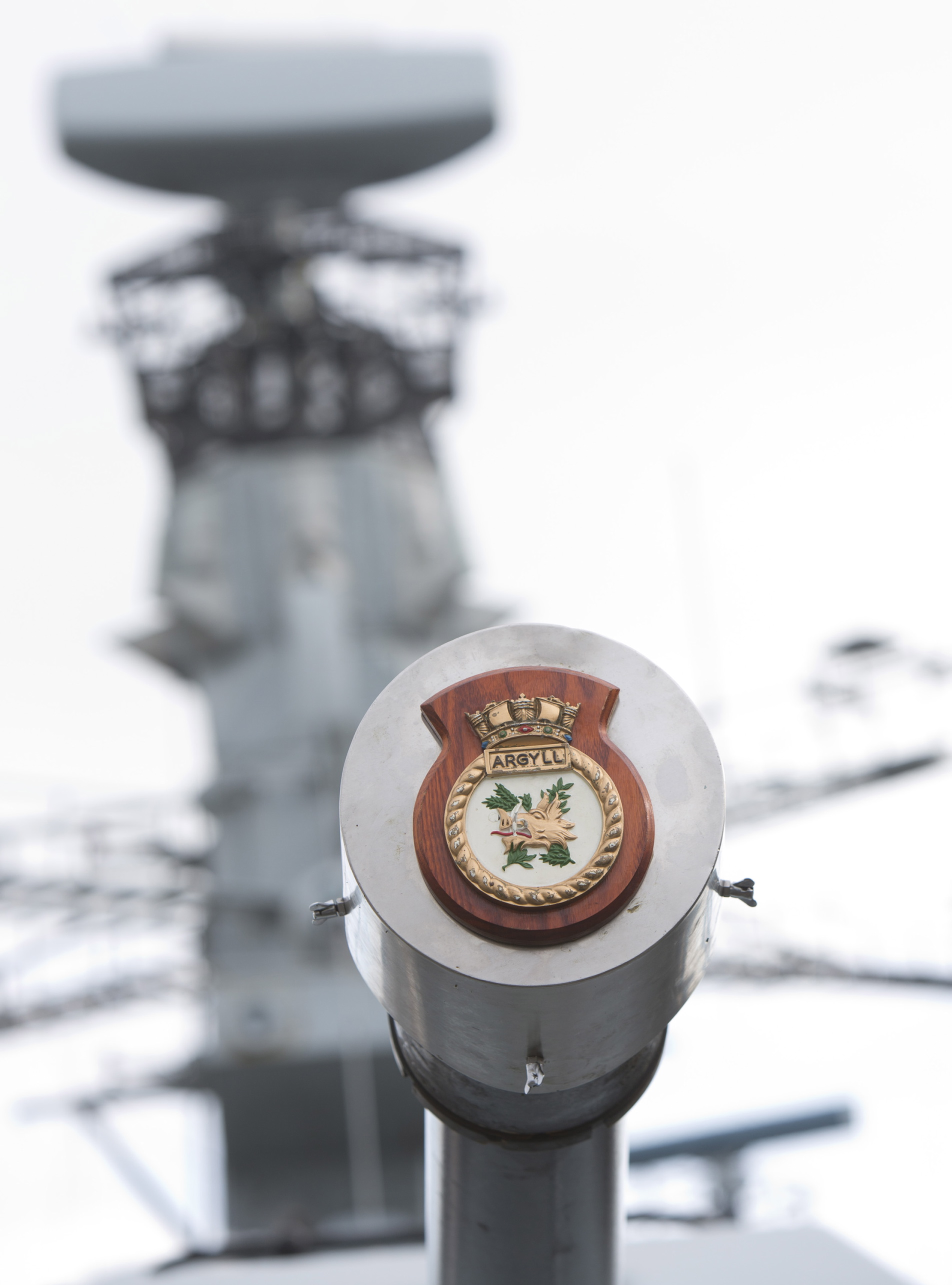
Tampão da fragata britânica Tipo 23, HMS Argyll em 2014
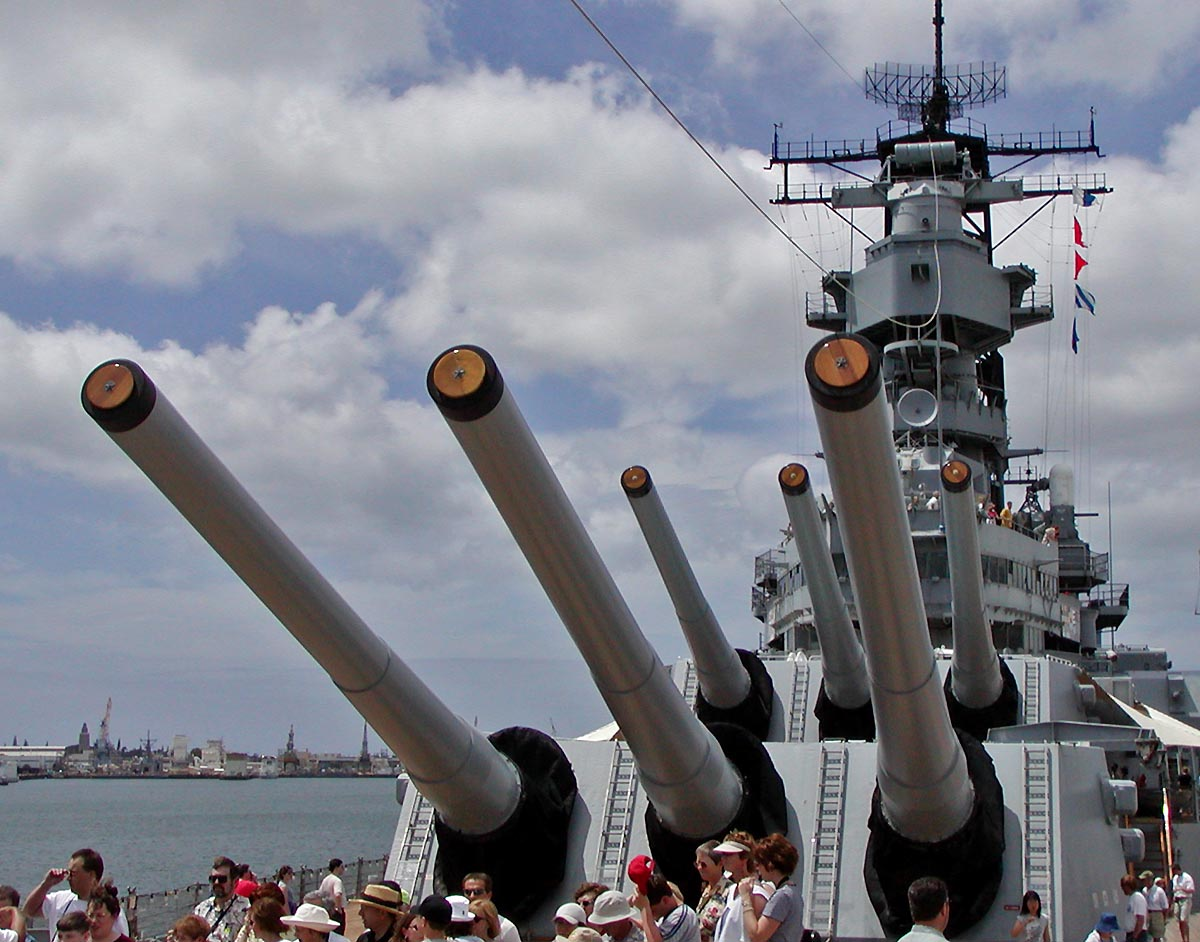
Os tampões adornados do USS Missouri em 2002
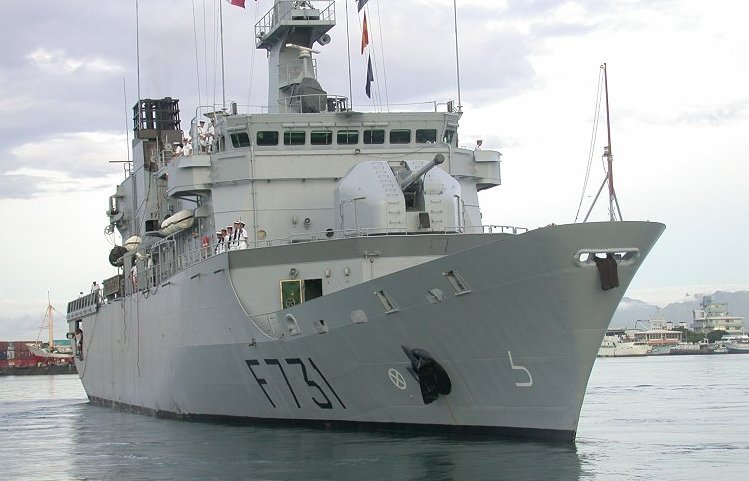
A arma de 100mm gun da fragata francesa Prairial selada por um tampão
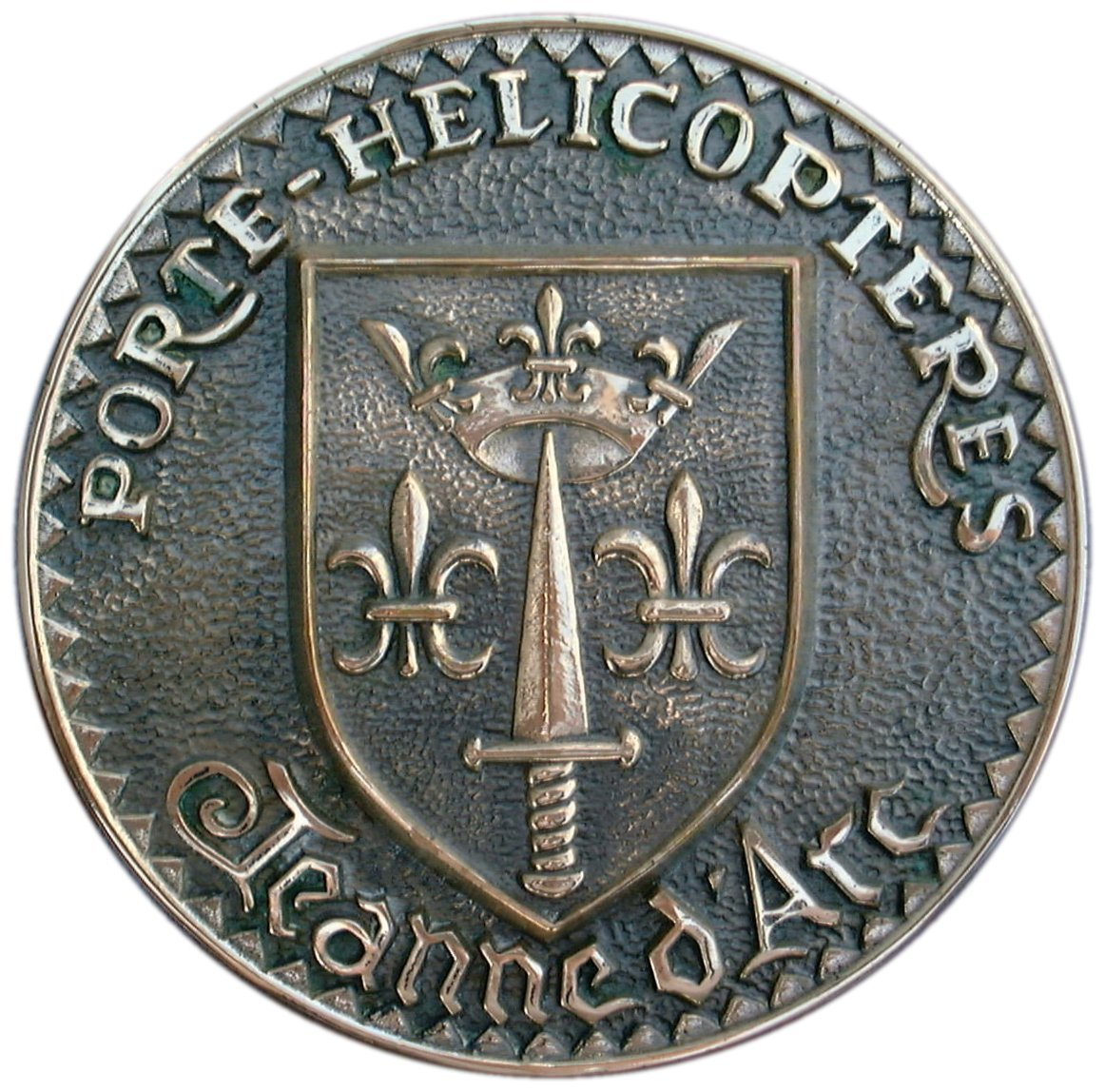
Tampão do cruzador francês Jeanne d'Arc
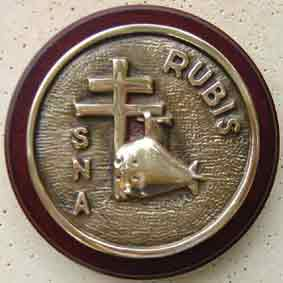
Tampão do submarino francês Rubis
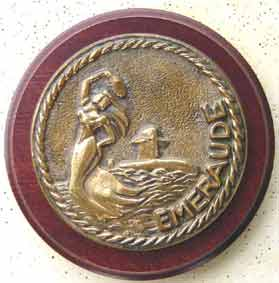
Tampão do submarino francês Émeraude